# 鸡啼门水道
鸡啼门水道，位于中华人民共和国广东省珠海市境内，北起斗门区尖峰山下的鬼仔角，上接黄杨河，蜿蜒向西南，至金湾区平沙镇连湾闸出海，全长20千米。
鸡啼门水道原是泥湾门水道口门湾的一支汊流，1958年堵合泥湾门（白藤堵海）后，原泥湾门的水量改经鸡啼门入海，这条小汊流被冲刷成宽深的入海口门，成今貌。
鸡啼门水道河宽400～600米，主槽底高-6.0～-7.0米，河段平均比降为-0.17‰，总落差3.0米；最大涨潮差2.44米，最大落潮差2.71米。